# كأس مصر 1928–29
كأس مصر لكرة القدم 1928–29 ويعرف أيضًا بـكأس الأمير فاروق 1928–29 هو النسخة الثامنة من أعلى بطولة إقصائية مصرية وهي كأس مصر لكرة القدم. لعب النهائي بين ناديي الترسانة والاتحاد السكندري، وهو النهائي الخامس الذي يلعبه الاتحاد السكندري والثاني للترسانة. لعب النهائي يوم 10 مايو 1929 وانتهى بالتعادل بنتيجة 2–2 بعد لعب وقت إضافي، ليعاد مرة أخرى يوم 18 مايو وينتهي بفوز الترسانة بهدف للاشيء ليتوج بذلك بثاني ألقابه في البطولة، بينما حقق الاتحاد الوصافة الرابعة له.

## النهائي
| 10 مايو 1929                                               | الترسانة                       | 2–2 (ب.و.إ.) | الاتحاد السكندري   |  |
|                                                            | أحمد منصور 9' · أحمد خلوصي 54' | تقرير        | علي داوود 26'، 84' |  |
| ملاحظة: اقتضت القواعد حينها إعادة المباراة ليتم تحديد فائز |                                |              |                    |  |

| 18 مايو 1929 إعادة النهائي | الترسانة              | 1–0   | الاتحاد السكندري |  |
|                            | شيماس 72' (ركلة جزاء) | تقرير |                  |  |